# 연민지
연민지(본명: 이민지, 1984년 5월 14일~)는 대한민국의 배우, 모델이다.
1984년 5월 14일에 출생한 그는 2002년 뮤직비디오 신화 - 〈너의 결혼식〉을 통해 연예계에 데뷔하였고 2006년 광고 SK텔레콤 생활의 중심 - 백문이 불여일견 편을 통해 모델로 데뷔하였으며 2010년 TBS 텔레비전 드라마 《한초 2》 (일본)를 통해 배우로 데뷔하였다.

## 학력
- 2003년~2007년 덕성여자대학교 일어일문학 학사

## 출연 작품

### 드라마
- 2010년 일본 TBS 텔레비전 《한초 2》 ... (특별출연) 역
- 2010년 SBS 월화 미니시리즈 《아테나: 전쟁의 여신》 ... 제시카 역
- 2012년 MBC 주말 특별기획 드라마 《신들의 만찬》 ... 제인 역
- 2013년 MBC 수목 미니시리즈 《남자가 사랑할 때》 ... 진송연 역
- 2013년 tvN 월화 미니시리즈 《빠스껫 볼》 ... 총감 부인 역
- 2014년 KBS2 저녁 일일연속극 《달콤한 비밀》 ... 고윤이 역 (1회~73회) (본작의 서브 여주인공이자 前 서브 악녀)
- 2018년 SBS 토요 미니시리즈 《시크릿 마더》
- 2018년 tvN 주말 특별기획 드라마 《미스터 션샤인》 ... 일본 기생 역
- 2018년 tvN 10부작 금요 미니시리즈 《빅 포레스트》 ... 스테파니 제갈 역
- 2019년 KBS2 월화 미니시리즈 《퍼퓸》 ... 송민희 역
- 2020년 Seezn, TVING 8부작 웹 드라마 《컬러러쉬》 ... 유이랑 역 (본작의 여주인공)
- 2021년 SBS 월화 미니시리즈 《펜트하우스 2》 ... 오윤희와 천서진의 동창 역(특별출연)
- 2022년 Seezn 8부작 웹 드라마 《컬러러쉬 2》 ... 유이랑 역 (본작의 여주인공)
- 2022년 SBS 월화 미니시리즈 《우리는 오늘부터》 ... 최미애 역
- 2022년 KBS2 저녁 일일연속극 《황금 가면》 ... 서유라 / 박은지 역[2] (본작의 서브 여주인공이자 메인 악녀)
- 2022년 NETFILX 오리지널 드라마 《더 패뷸러스》
- 2024년 펄스픽 《코드네임B: 국밥집요원들》

### 영화
| 연도 | 제목                       | 역할   | 감독          | 비고 |
| ---- | -------------------------- | ------ | ------------- | ---- |
| 2008 | 《252 생존자 있음》 (일본) | 김수민 | 미즈타 노부오 | 조연 |
| 2009 | 《러시 라이프》 (일본)     |        | 마리코 테츠야 | 조연 |
| 2010 | 《스윙 어 미게인》 (일본)  |        | 시오야 토시   | 조연 |
| 2020 | 《낙화잔향》 (단편 영화)   | 미숙   | 박기복        | 주연 |
| 2022 | 《피트》 (단편 영화)       |        | 김민승        | 주연 |
| 2023 | 《컬러러쉬 2》             |        | 박선재        | 조연 |

### 교양
| 연도 | 방송사  | 제목          | 역할     | 기간         | 비고 |
| ---- | ------- | ------------- | -------- | ------------ | ---- |
| 2022 | KBS 1TV | TV쇼 진품명품 | 쇼감정단 | 2022. 9. 11. |      |

### 뮤직비디오
| 연도 | 가수          | 노래                               | 공동 출연 | 비고 | 출처 |
| ---- | ------------- | ---------------------------------- | --------- | ---- | ---- |
| 2002 | 신화          | 〈너의 결혼식〉                    |           |      |      |
| 2005 | 드렁큰 타이거 | 〈소외된 모두 왼발을 한발 앞으로〉 |           |      |      |
| 2006 | 이승철        | 〈소리쳐〉                         |           |      |      |
| 2006 | 장혜진        | <가슴아파도>                       |           |      |      |
| 2008 | 베니          | <미친듯이>                         |           |      |      |

### 광고
| 연도 | 기업                    | 제품                                     | 종류      | 공동 출연 | 출처 |
| ---- | ----------------------- | ---------------------------------------- | --------- | --------- | ---- |
| 2006 | SK텔레콤                | 생활의 중심 - 백문이 불여일견 편         | 이동 통신 |           |      |
| 2006 | 하이트맥주 주식회사     | 하이트 프라임                            | 맥주      |           |      |
| 2006 | 신원                    | 베스띠벨리                               | 옷        |           |      |
| 2006 | 에스티 로더             | 인디비주얼리스트                         | 화장품    |           |      |
| 2007 | 에스티 로더             | 뉴트리셔스                               | 화장품    |           |      |
| 2010 | 파리크라상              | 파리바게뜨 - PB 스타일 아침 먹을 시간 편 | 베이커리  |           |      |
| 2011 | 신한카드 - 신한 RPM카드 | 쉐보레                                   |           |           |      |
| 2011 | 지펠                    | 지펠                                     |           |           |      |
| 2012 | 아리따움                |                                          |           |           |      |
| 2014 | KDB생명보험             | KDB생명보험 - 긴 약속 큰 희망 편         | 생명보험  |           |      |
| 2018 | KB생명 - 착한저축보험   |                                          |           |           |      |